# Caja de ritmos

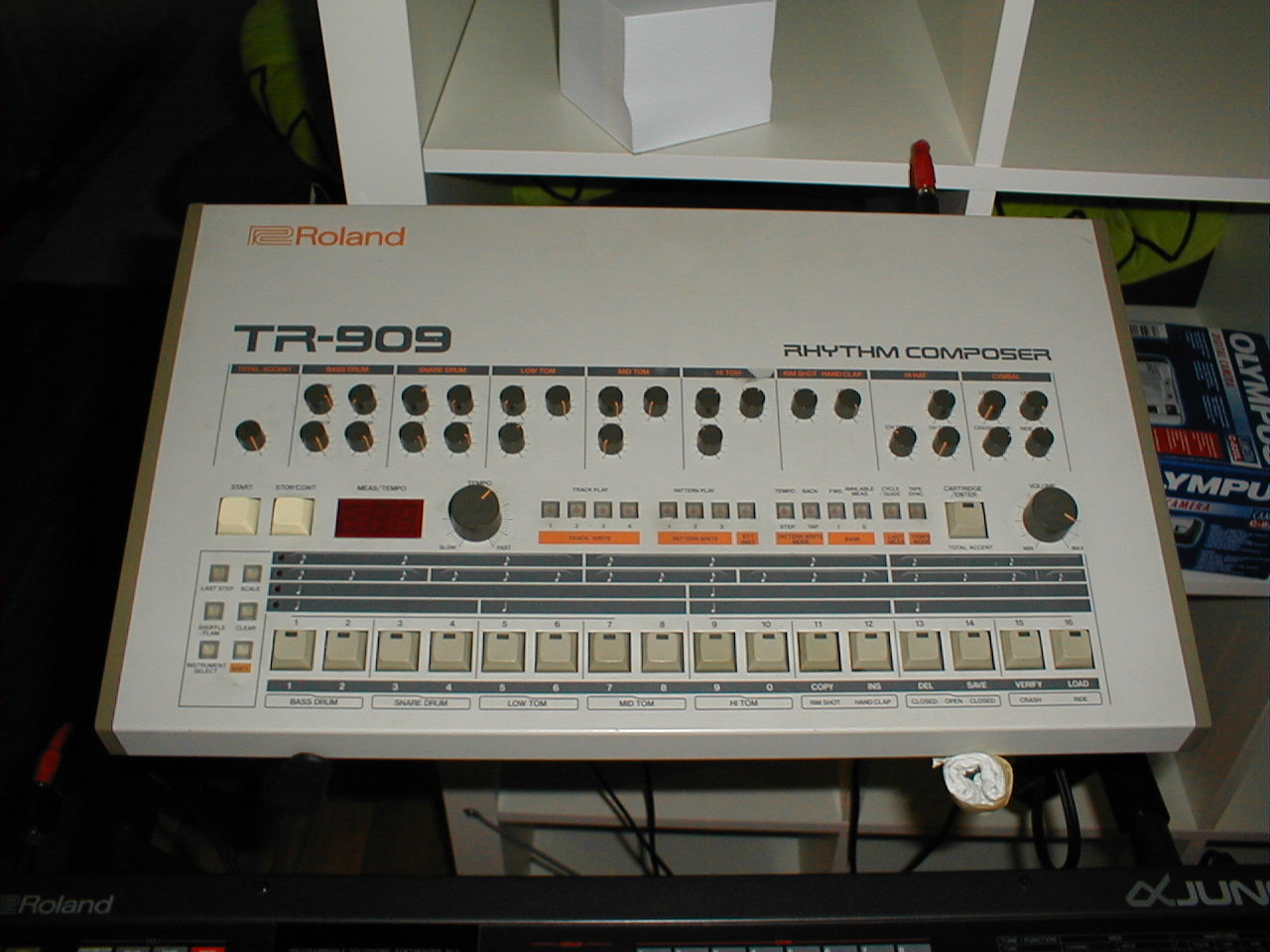
Roland TR-909

Una caja de ritmos o caja rítmica es un instrumento musical electrónico que permite componer, programar y reproducir patrones de ritmo mediante un secuenciador interno y un generador de sonidos de instrumentos de percusión.

## Funcionamiento y características

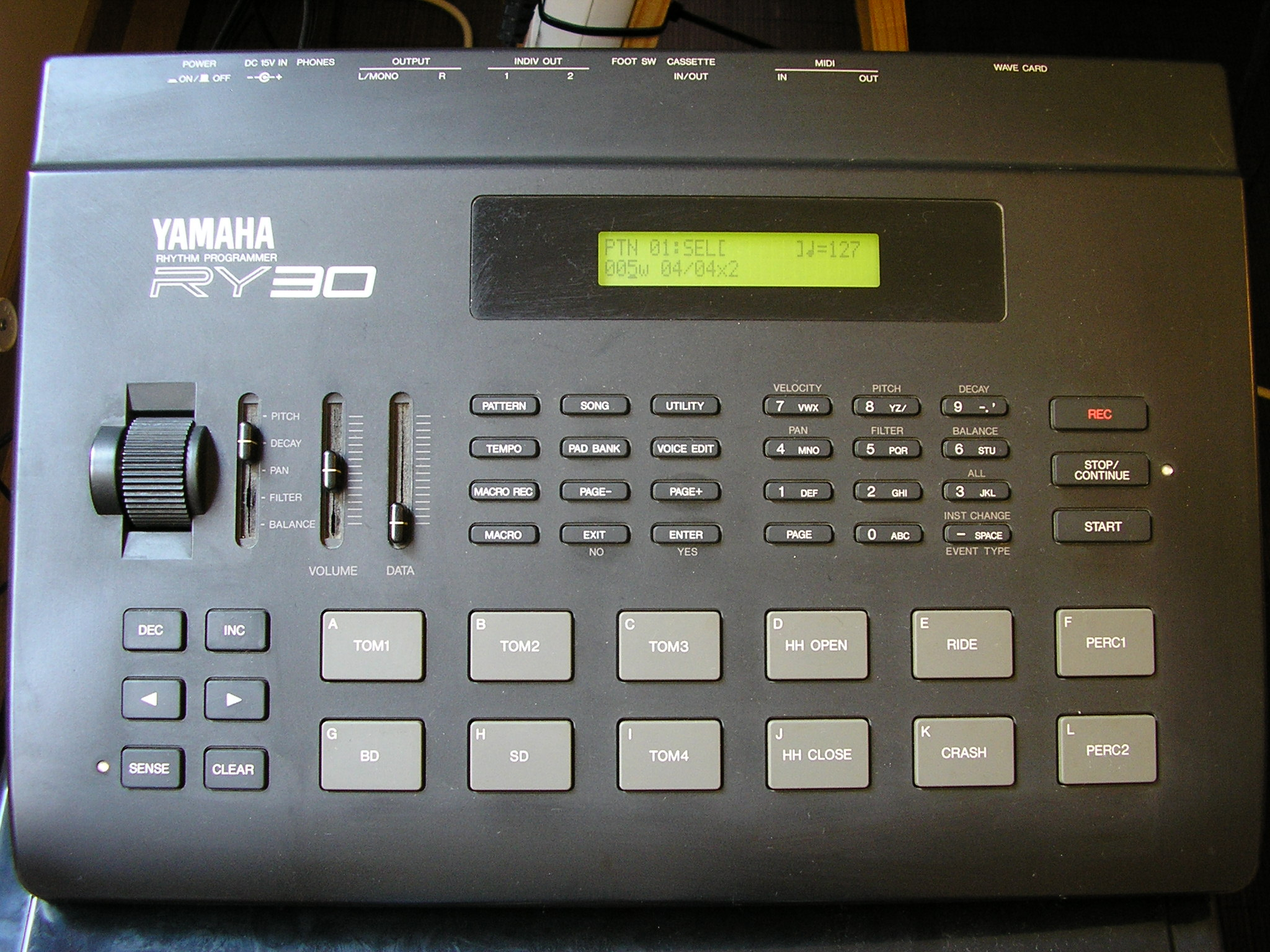
Caja de ritmos digital de la firma Yamaha (modelo RY30)

A diferencia de un secuenciador convencional, la caja de ritmos, se basa en la programación de patrones, que son grupos limitados de compases que se reproducen de forma cíclica. Esto significa que una vez puesta en marcha, la caja de ritmos reproducirá el mismo patrón en bucle (loop) hasta que no se dé la orden de pasar a otro.
La programación puede realizarse en tiempo real (pulsando los pads al ritmo de una claqueta) o bien por pasos, introduciendo las notas una a una sobre una gráfica de patrón, dividida en compases y subdividida según una cuantización prefijada por el usuario (negras, corcheas, semicorcheas, etc). Otra diferencia es que en la caja de ritmos no existe el concepto de duración de nota, ya que siempre se reproduce la totalidad de cada sonido.
Los sonidos están almacenados en forma de librería y se agrupan en forma de sets según su tipología (baterías acústicas, percusiones latinas, percusiones étnicas, electrónica, etc). La capacidad de edición de estos varía según las prestaciones del aparato, existiendo modelos muy potentes que se pueden considerar como verdaderos sintetizadores de percusión.

## Breve repaso histórico

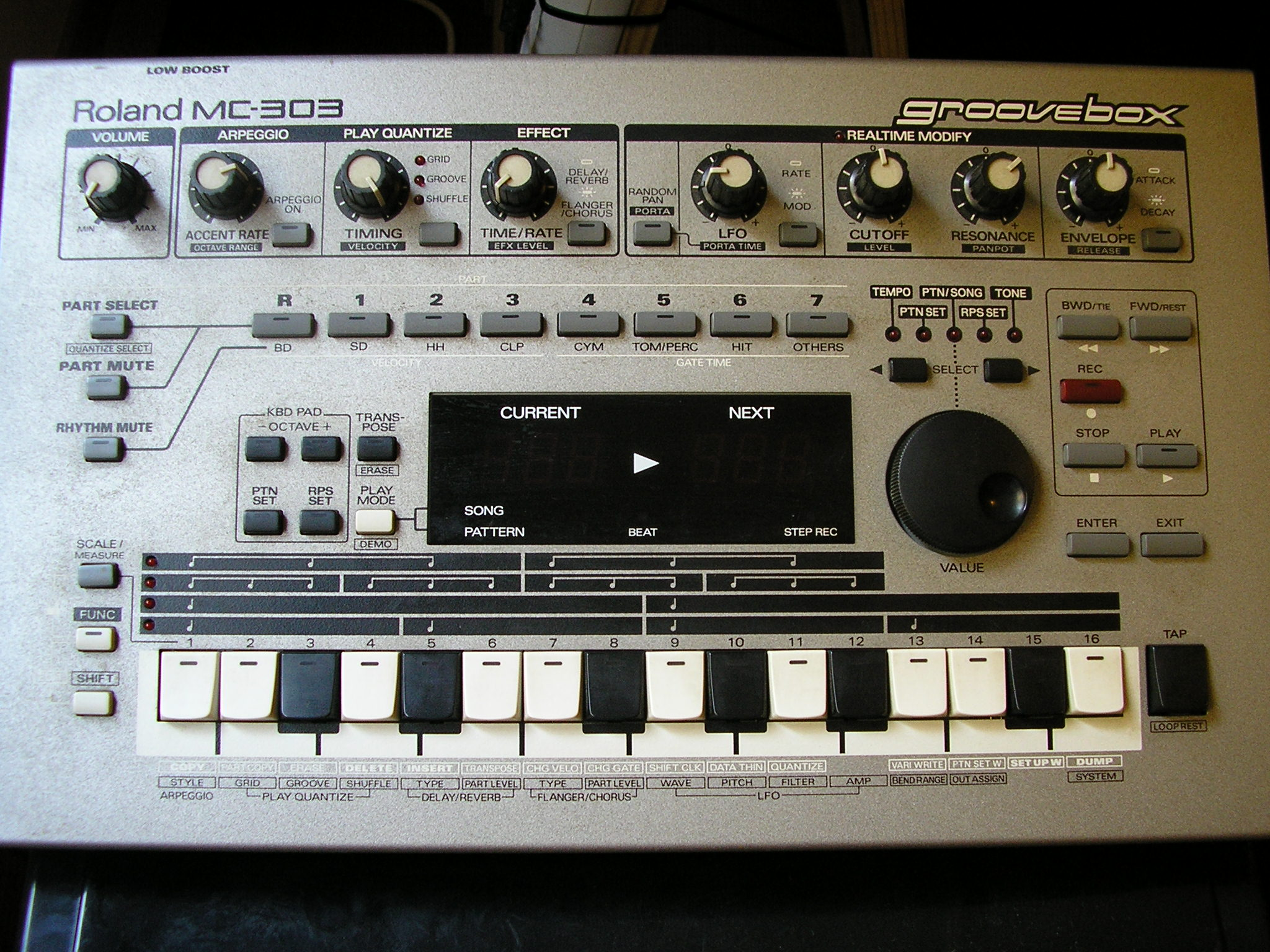
Roland MC-303 Groovebox

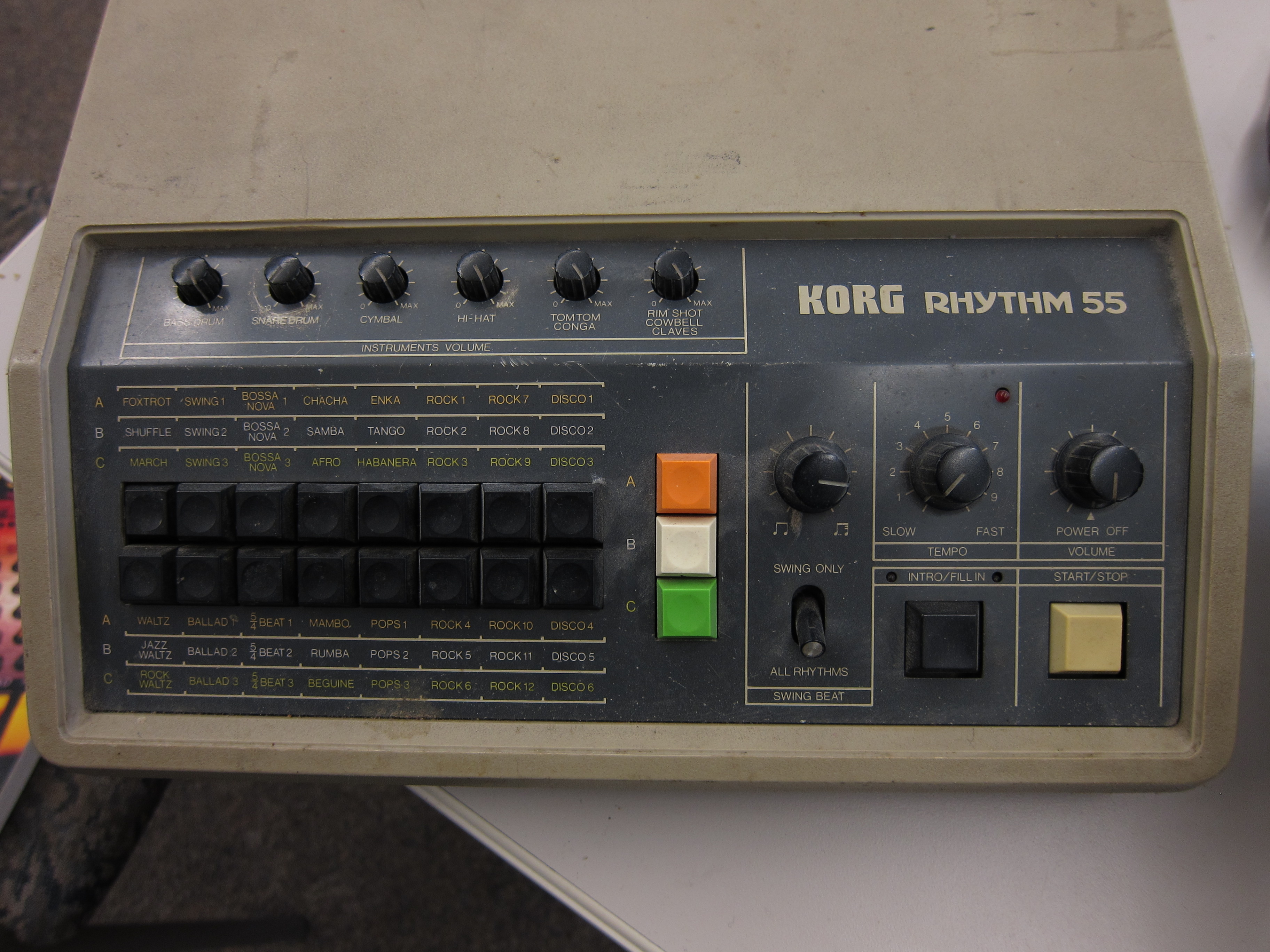
Korg Rhythm 55

El primer intento de crear un compositor de ritmos automático fue llevado a cabo entre 1930 y 1931 por el compositor estadounidense Henry Cowell y el ingeniero ruso Léon Theremin (inventor del conocido instrumento electrónico que lleva su nombre). Este consistía en un complejo aparato electromecánico llamado Ritmicón. La secuencia rítmica era introducida por medio de un pequeño teclado musical y quedaba “grabada” en unos discos metálicos perforados. Al girar estos permitían o interrumpían el paso de luz a través de unas células fotoeléctricas conectadas al generador de sonido. Los sonidos eran muy simples y se basaban en la adición y sustracción de un número limitado de armónicos generados por un oscilador de onda senoidal mediante tubos de vacío.
La primera caja de ritmos programable, como tal, hace aparición en los años 1970 a manos de la compañía japonesa Roland. Esta es la Roland CR-78. Al igual que los sintetizadores de la época, la generación de sonido era analógica. A la CR–78 le siguió la famosa serie TR que influyó de forma decisiva en la evolución de la música electrónica y el dance. Cabe destacar el célebre modelo TR–909 como un híbrido analógico y digital, ya que su generación de sonido aplicaba ambas tecnologías, además de implementar interfaz MIDI en lugar del control por voltaje (CV/Gate) que usaban sus predecesoras. Curiosamente esta caja de ritmos fue muy rechazada al principio ya que su sonido no era ni completamente electrónico ni completamente acústico, aunque hubo multitud de grupos, incluso rock., que la usaron como sustituto real a una batería acústica.
Con el avance de la tecnología digital a mediados de los años 1980 el sonido de las cajas de ritmo cambió radicalmente, al permitir trabajar directamente sobre muestras de sonido real, además de ofrecer la posibilidad de añadir nuevos sonidos mediante tarjetas de expansión. Algunos aparatos de la última (y final) generación eran tan sofisticados que daban la posibilidad de añadir sutilmente el “error humano” en las secuencias, así como las diferencias que se producen al golpear los instrumentos en distintas zonas de su superficie.

## Auge y declive
Como se ha dicho, la caja de ritmos influyó decisivamente en el desarrollo de la música electrónica, pero también en géneros aledaños como el hip hop entre otros. La música disco dio buena cuenta de ella al sustituir la batería acústica por este dispositivo, confiriéndole un sonido más potente y novedoso y que posteriormente se hibridó en estilos tan singulares como el house. Hay que matizar, empero, que desde un principio los sonidos de las cajas de ritmos analógicas eran tomados como burdas imitaciones de los acústicos, a menudo denostados por los percusionistas más ortodoxos. Incluso muchos músicos de los círculos electrónicos o dance se “pasaron” a la tecnología digital en cuanto esta hizo aparición. La paradoja surgió a principios de los años 1990 cuando se redescubrió el sonido analógico. Paralelamente a la proliferación de módulos y sintetizadores digitales con sonidos “vintage” se comenzaron a pagar cantidades exorbitantes por aparatos totalmente analógicos, entre ellos estas cajas de ritmos, llegando a surgir verdaderos puristas de este tipo de sonido.
En la segunda mitad de los años 1990 y en plena vorágine analógica la firma Roland presentó un nuevo dispositivo: la Groovebox MC-303, que pasaba por ser un híbrido entre caja de ritmos y sintetizador, permitiendo alterar los sonidos en tiempo real y con toda una recopilación sonora de sus máquinas analógicas (TR-808, 909, 606, TB-303, Juno, Serie SH, etc.), que, aunque bastante complicada de programar causó cierto furor en un sector de la música electrónica que reclamaba un aparato donde se aunaran todos los sonidos analógicos de éxito.
Este nuevo híbrido entre caja de ritmos y sintetizador dio paso a toda una nueva generación de aparatos que pasaron a llamarse máquinas de grooves (groove machine en inglés), corriente a la que se sumaron otras marcas como Korg o Yamaha. Poco a poco la máquina de grooves, así como el incremento en prestaciones de secuenciadores soft y la tecnología de plug-in's fueron comiéndole terreno a la caja de ritmos, aunque no se puede hablar de un declive propiamente dicho, sino más bien de una migración.

## Cajas de ritmo consideradas históricas
- 1978:

Roland CR-78
- 1979:

Korg R-55
- 1980:

Roland TR-808, Linn LM-1, Oberheim DMX
- 1982:

Roland TR-606, LinnDrum, Oberheim DX
- 1983:

Korg KPR-77
- 1984:

Roland TR-909, Linn 9000, Yamaha RX-11
- 1985:

Roland TR-707, Roland TR-727
- 1986:

Roland TR-505, Casio RZ-1
- 1987:

Roland TR-626
- 1991:

Yamaha RY30